# Malone (Nowy Jork)

hrabstwo Franklin, w stanie Nowy Jork

Malone – miasto w hrabstwie Franklin w stanie Nowy Jork, liczące około 15 tys. mieszkańców. Zajmuje powierzchnię ok. 266 km²
W obszarze miasta znajduje się też dawna wieś Malone. 